# Liste des œuvres d'art de l'aéroport Adolfo-Suárez de Madrid-Barajas
Cet article recense les œuvres d'art dans l'espace public de l'aéroport Adolfo-Suárez de Madrid-Barajas en Espagne.  

## Liste
| Œuvre                                      | Auteur                        | Localisation | Notes                                                                        | Installation | Coordonnées    | Illustration                               |
| ------------------------------------------ | ----------------------------- | ------------ | ---------------------------------------------------------------------------- | ------------ | -------------- | ------------------------------------------ |
| Tauromaquia                                | Juan Barjola (es)             |              | Peinture                                                                     | 1980         | à géolocaliser | Image manquante                            |
| Torero                                     | Venancio Blanco (es)          |              | Sculpture                                                                    | 1951         | à géolocaliser | Image manquante                            |
| L'Enlèvement d'Europe (El rapto de Europa) | Fernando Botero               |              | Sculpture                                                                    |              | à géolocaliser | L'Enlèvement d'Europe (El rapto de Europa) |
| Figura                                     | Enrique Brinkmann (es)        |              | Peinture                                                                     | 1979         | à géolocaliser | Image manquante                            |
| Sans titre                                 | Javier Clavo                  | Terminal 2   | Mosaïque murale de 100 m2                                                    | 1982         | à géolocaliser | Image manquante                            |
| Vista de Toledo                            | Javier Clavo                  | Terminal 1   | Peinture                                                                     | 1982         | à géolocaliser | Vista de Toledo                            |
| Les guerriers aux points cardinels         | Antoni Clavé                  | Terminal 1   | Peinture                                                                     |              | à géolocaliser | Les guerriers aux points cardinels         |
| Paisaje                                    | Luis García-Ochoa Ibáñez (es) |              | Peinture                                                                     | 1979         | à géolocaliser | Image manquante                            |
| Pareja                                     | Luis Gordillo                 |              | Travail graphique                                                            |              | à géolocaliser | Image manquante                            |
| America                                    | Oswaldo Guayasamin            | Terminal 4   | Peinture murale                                                              | 1981         | à géolocaliser | America                                    |
| España                                     | Oswaldo Guayasamin            | Terminal 4   | Peinture murale                                                              | 1981         | à géolocaliser | España                                     |
| Nieve en primavera                         | Evaristo Guerra               |              | Peinture                                                                     | 1978         | à géolocaliser | Image manquante                            |
| Palomas en vuelo                           | Juan Haro                     |              | Sculpture                                                                    | 1981         | à géolocaliser | Image manquante                            |
| El viaje                                   | Javier de Juan                | Terminal 2   | Peinture murale                                                              | 2000         | à géolocaliser | Image manquante                            |
| Sans titre                                 | José María Labra              | Terminal 2   | Peinture murale                                                              | 1982         | à géolocaliser | Image manquante                            |
| Composición                                | Juan Márquez                  | Terminal 1   | Mosaïque murale                                                              | 1981         | à géolocaliser | Composición                                |
| Collage 311                                | Fernando Mignoni              |              | Peinture                                                                     | 1979         | à géolocaliser | Image manquante                            |
| Ruisselante Solaire                        | Joan Miró                     |              | Travail graphique                                                            |              | à géolocaliser | Image manquante                            |
| Reposo                                     | Antonio Molina Sánchez        |              | Peinture                                                                     | 1973         | à géolocaliser | Image manquante                            |
| Lauda 1                                    | Pablo Palazuelo               |              | Sculpture                                                                    | 1981         | à géolocaliser | Image manquante                            |
| Figuras                                    | José Planes (es)              |              | Sculpture                                                                    | 1951         | à géolocaliser | Image manquante                            |
| Homenaje a Leonardo da Vinci               | Joan Pons                     | Terminal 2   | Peinture murale                                                              | 1982         | à géolocaliser | Image manquante                            |
| La Ronda                                   | Antonio Quirós                |              | Peinture                                                                     | 1973         | à géolocaliser | Image manquante                            |
| Sans titre                                 | Manuel Rivera                 | Terminal 1   | Sculpture murale                                                             | 1982         | à géolocaliser | Sans titre                                 |
| Sans titre                                 | Amador Rodríguez (es)         |              | Sculpture                                                                    | 1999         | à géolocaliser | Image manquante                            |
| Patio y escalera                           | Joaquín Sáenz                 |              | Peinture                                                                     |              | à géolocaliser | Image manquante                            |
| Integración Metálica 65                    | Salvador Soria                |              | Composition                                                                  | 1982         | à géolocaliser | Image manquante                            |
| Composición en Rojo                        | Antoni Tàpies                 |              | Travail graphique                                                            |              | à géolocaliser | Image manquante                            |
| Le Grande Grise                            | Antoni Tàpies                 |              | Travail graphique                                                            |              | à géolocaliser | Image manquante                            |
| Época extraña                              | Eduardo Úrculo                |              | Peinture                                                                     | 1980         | à géolocaliser | Image manquante                            |
| Las tres mujeres de Barajas                | Manolo Valdés                 | Terminal 4   | Sculpture. Ensemble de trois pièces : La coqueta, La realista et La soñadora | 2004         | à géolocaliser | Las tres mujeres de Barajas                |
| Caminos en el aire                         | Joaquín Vaquero Turcios (es)  | Terminal 2   | Peinture murale                                                              | 1982         | à géolocaliser | Image manquante                            |
| La Presa IV                                | Fernando Zóbel (en)           |              | Peinture                                                                     | 1978         | à géolocaliser | Image manquante                            |